# Società Letteraria di Verona
Società Letteraria di Verona a fost înființată în 1808 și este una dintre cele mai vechi asociații de lectură din Italia.
Cei treisprezece membri fondatori sunt:
- Alessandro Torri, literat;[1]
- Ciro Pollini, naturalist;
- Giuseppe Zamboni, preot și profesor de fizică;
- Giambattista Gazola, scriitor și specialist în științele naturii;
- Luigi Torri,[2] profesor de chirurgie;
- Giovanni Bottagisio,[3] literat;
- Alessandro Brognoligo,[4] jurisconsult;
- Bernardo Angelini,[5] agronom;
- Giacomo Bertoncelli,[6] farmacist;
- Giovanni Battista Giramonti,[7] literat;
- Pietro Simeoni,[8] negustor;
- Giacomo Antonio Pinali, comerciant;
- Carlo Camuzzoni, secretar particular al prefectului.

Societatea literară a luat naștere din inițiativa proprietarilor de terenuri și a intelectualilor italieni din Verona, păstrând un aspect laic și pluralist în perioada funcționării sale și rămânând până astăzi un important centru de cultură al orașului Verona, în special în timpul ocupației austriece, când a fost un centru important al mișcării Risorgimento, dar și în timpul regimului fascist.
Printre cei mai importanți asociați ai societății au fost Aleardo Aleardi, Cesare Lombroso, Carlo Montanari și Ippolito Pindemonte.

## Legături externe
- „Site-ul Società Letteraria di Verona”. Arhivat din original la 4 ianuarie 2009. Accesat în 6 martie 2009.